# Chronologie de l'invasion de l'Ukraine par la Russie (octobre 2023)
Pour un article plus général, voir Invasion de l'Ukraine par la Russie.
Cet article fait partie de la chronologie de l'invasion de l'Ukraine par la Russie et présente une chronologie des événements clés de ce conflit durant le mois d'octobre 2023.
Pour les événements précédents, voir Chronologie de l'invasion de l'Ukraine par la Russie (septembre 2023).
Pour les événements suivants, voir Chronologie de l'invasion de l'Ukraine par la Russie (novembre 2023).

## Chronologie des événements

### 1eroctobre
Une attaque de drone touche l'Aéroport international de Sotchi situé sur la côte de la mer Noire, dans le kraï de Krasnodar, en Russie et une usine aéronautique.
L'administration militaire de l'oblast de Soumy indique que les forces russes ont largué « 40 bombes sur la ville de Krasnopillia ».
À la suite d'une série d'attaques ukrainiennes contre les installations navales de Sébastopol en Crimée, des images satellite montrent que les frégates Amiral Essen et Amiral Makarov, trois sous-marins, cinq grands bâtiments de débarquement et plusieurs petits navires lance-missiles sont maintenant amarrés dans le port de Novorossiïsk, à l'ouest du kraï de Krasnodar, sur la côte russe de la mer Noire. Un grand navire de débarquement, des dragueurs de mines et d'autres petites unités ont été également déplacés de Sébastopol, dans le sud-ouest de la Crimée, vers le port de Feodosiia.

### 2 octobre
Les ministres des affaires étrangères des vingt-sept pays de l'Union européenne se réunissent à Kyiv ; «une  réunion historique  visant à exprimer la « solidarité » avec ce pays confronté à l'invasion russe»selon Josep Borrell. Vladimir Poutine pariant sur la lassitude chez certains pays européens alors qu'un porte parole de la Maison-Blanche affirmait « Poutine se trompe s'il pense qu'il va tenir plus longtemps que nous »,.

### 3 octobre
Les navires marchands, « Equator » et « Maranta », battant pavillon des Iles Marshall et du Cameroun se dirigent vers le port d'Odessa.
Le Président Zelensky visite des positions militaires sur le front Koupiansk-Lyman dans l'oblast de Kharkiv.

### 4 octobre
Selon le Royaume-Uni, la Russie envisage de frapper des navires civils en mer Noire pour freiner les exportations de céréales ukrainiennes, en accusant l'Ukraine pour toute attaque,.
Le renseignement militaire ukrainien annonce qu'un groupe des forces spéciales a débarqué en Crimée et engagé des combats avec les forces russes, entraînant des pertes des deux côtés avant que le commando ne batte en retraite,,.
Une batterie antiaérienne S-400 Trioumf aurait été détruite à l'aide de drones, en Russie, près de Belgorod,.
Selon les services de renseignement britanniques, les forces de défense aérienne russes ont très probablement abattu l'un de ses Su-35S Flanker M, le 28 septembre, au-dessus de Tokmak, oblast de Zaporijjia.
La journaliste russe Marina Ovsiannikova, célèbre pour avoir manifesté contre l'offensive en Ukraine à la télévision d'État, a été condamnée à huit ans et demi de prison par contumace pour avoir critiqué l'armée.

### 5 octobre
À Hroza, un village situé à 30 kilomètres à l'ouest de Koupiansk dans l'oblast de Kharkiv, un bombardement russe tue cinquante et un civils,.
- Destructions dans Hroza après une frappe de missile russe, le 5 octobre 2023.

### 6 octobre
À la suite d'attaques de missiles russes du centre de Kharkiv, 72 bâtiments dont 69 immeubles d'habitation, ont été endommagés, et ont fait 2 morts et une trentaine de blessés.
Les attaques ukrainiennes obligent la flotte russe à se repositionner dans la partie orientale de la mer Noire, ce qui rend ineffectif le blocus russe d'exportation des céréales.

### 7 octobre
Le gouverneur de la région de Belgorod (ru), Viatcheslav Gladkov, indique que « des forces armées ukrainiennes ont frappé le village d'Ourazovo, situé dans le raïon de Valouïki, avec des missiles Grad ».
Lors d'une réception au Kremlin Vladimir Poutine a ordonné à Andreï Trochev, ancien chef d'état-major du groupe Wagner : « Vous êtes chargé de la formation de bataillons de volontaires capables de remplir des missions de combat diverses, et en particulier dans la zone de l'opération militaire spéciale ».
Des attaques de missiles ukrainiens S-200 ont frappé Krasnoperekopsk, Djankoï et Eupatoria en Crimée.

### 8 octobre
Selon le quotidien suisse Neue Zürcher Zeitung, la Suisse est un nid d'espions russes. Le journal indique qu'« il y aurait environ quatre-vingts espions russes en Suisse, ce qui représente environ 20% du nombre total d'agents russes en Europe représentent une menace pour la sécurité intérieure et extérieure de la Suisse ».
Selon l'Institut pour l'étude de la guerre (ISW)« la Russie exploite déjà et probablement continuera d’exploiter les attaques du Hamas en Israël pour réduire le soutien et l'attention des États-Unis et de l'Occident à l'Ukraine ».

### 9 octobre
Selon Vladimir Rogov, un responsable de l'occupation russe de l'oblast de Zaporijjia, les forces armées ukrainiennes ont mené cinq opérations offensives dans la zone Robotyne-Kopani (uk) qui ont toutes été repoussées.
Selon l'Institut pour l'étude de la guerre (ISW), l'armée russe mine à nouveau des zones déjà déminées par les forces ukrainiennes, le long de la ligne de front Robotyne-Verbove.

### 10 octobre

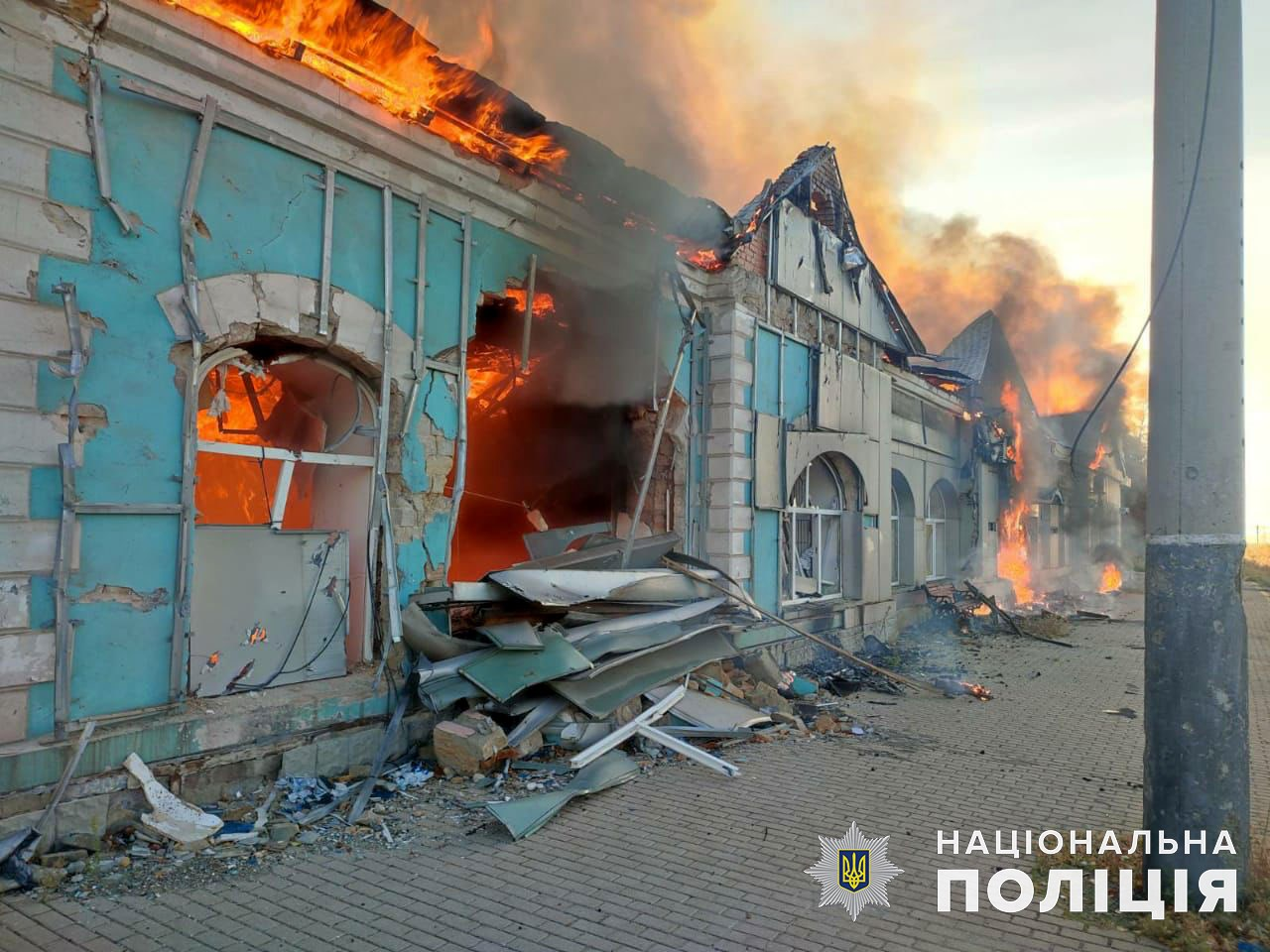
La Gare d'Otcheretyne bombardée.

Le chef de l'administration militaire d'Avdiïvka, Vitalii Barabash, indique que les russes bombardent depuis le matin la ville et tentent de l'encercler,,.
Selon un blogueur militaire russe, positionné dans la région occupée de Kerson, « les Ukrainiens bombardent avec de l'artillerie et des drones, les bombardements sont quatre fois plus intenses en ce moment. Nous tenons le coup mais nous devons renforcer notre défense près du pont autoroutier d'Antonivka ». Le dépôt de munitions de Krynky, oblast de Kherson, de la 61e brigade de marines russes a explosé
L’Allemagne va livrer dans les prochaines semaines 10 chars Leopard 1A5, trois flakpanzer Gepard, 15 véhicules de transport protégés et près de 20 véhicules sanitaires protégés ainsi que  plus de 150 000 munitions d’artillerie,.

### 11 octobre
Le Président Zelensky est en visite à l'OTAN pour demander plus de défenses antiaériennes aux trente et un ministres de la Défense en réunion.
Les troupes russes intensifient leurs opérations offensives dans la région d'Avdiïvka.

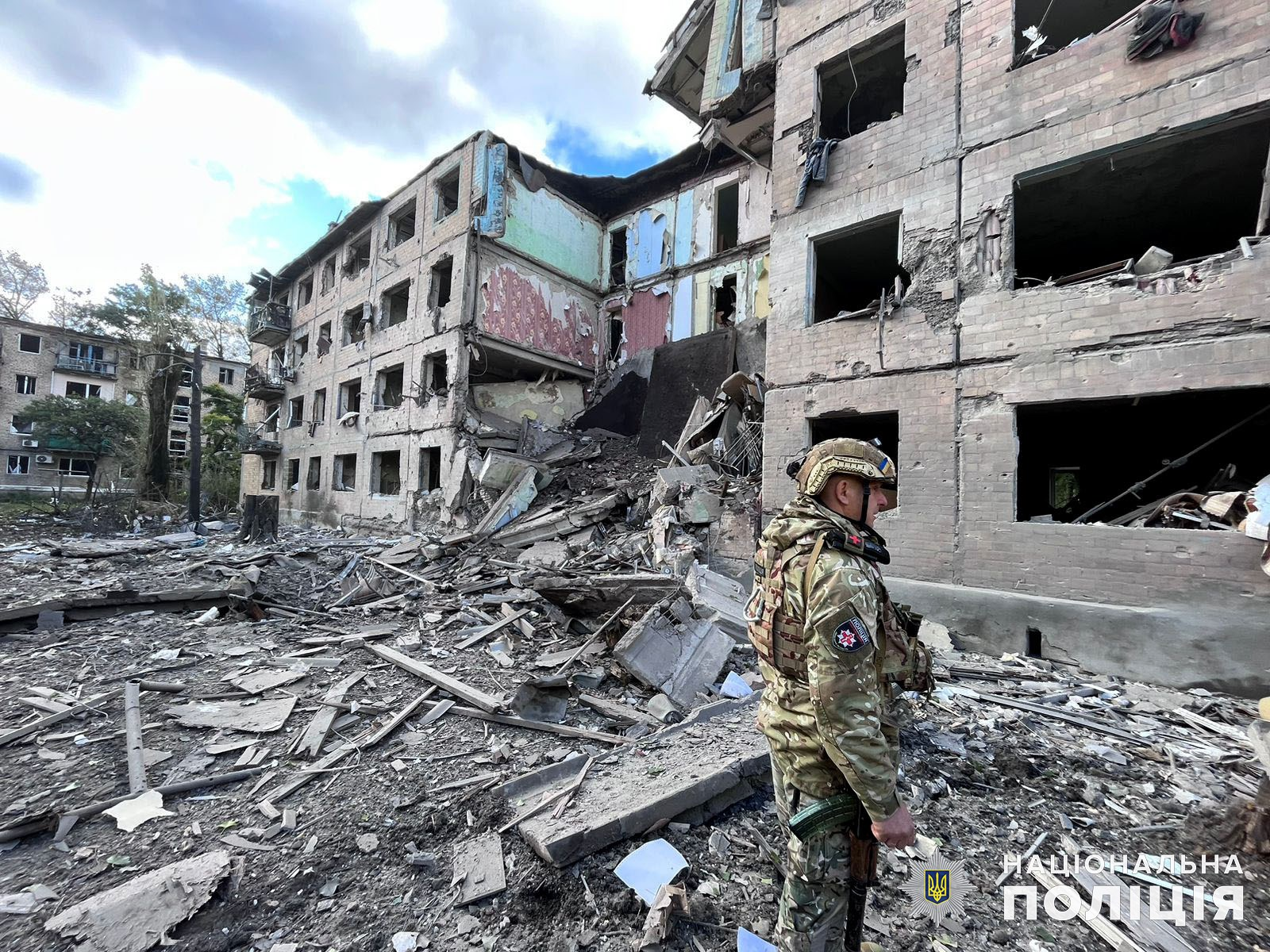
Un immeuble résidentiel dans la ville d'Avdiïvka après des frappes aériennes russes.

### 12 octobre
L'Ukraine a repoussé sept attaques près d'Avdiïvka, oblast de Donetsk,.
Une enquête pour suspicion d'empoisonnement est ouverte à Paris après que la journaliste russe Marina Ovsiannikova, réfugiée dans la capitale française, a eu un malaise en ouvrant la porte de son appartement.
La République tchèque et le Danemark vont envoyer dans les mois à venir près de 50 véhicules blindés et chars d’assaut, 280 canons à chargement automatique, 7 000 armes antichars, 10 000 grenades à main et 60 systèmes de mortier, 2 500 armes de poing, 7 000 fusils, 500 mitrailleuses et 500 fusils de précision.
Les forces ukrainiennes ont intercepté et repoussé un groupe de saboteurs russes dans l'oblast de Soumy.

### 13 octobre
À Melitopol, les partisans Ukrainiens font exploser 150 mètres de voie ferrée et une locomotive qui transportait du carburant et des munitions de la Crimée vers les villes occupées par la Russie de Melitopol et Dniproroudne, oblast de Zaporijjia.
La Maison Blanche déclare que la Corée du Nord a livré plus de 1 000 conteneurs d'équipements militaires et de munitions pour l'effort de guerre russe en Ukraine.
Le porte-parole de la Marine ukrainienne, indique que les forces navales ukrainiennes ont attaqué près de Sébastopol, un porte-missiles de la classe « Bouïan »  et le patrouilleur « Pavel Derjavin » de la classe Vassili Bykov, ce dernier ayant été endommagé, avec des drones navals « Sea Baby »,,,.

### 14 octobre
Selon un responsable de Boeing, les premières bombes de petit diamètre lancées au sol (GLSDB) seront livrées à l'Ukraine cet hiver.
De violents combats ont lieu dans les zones de Koupiansk, Lyman et Avdiïvka,.
L'agence officielle Tass rapporte que deux drones ukrainiens ont été détruits près de Sotchi, kraï de Krasnodar, en Russie.
Le mouvement partisan « Atesh » fait exploser un dépôt de munitions de la 61e brigade de marines russes près du village de Krinky, oblast de Kherson.

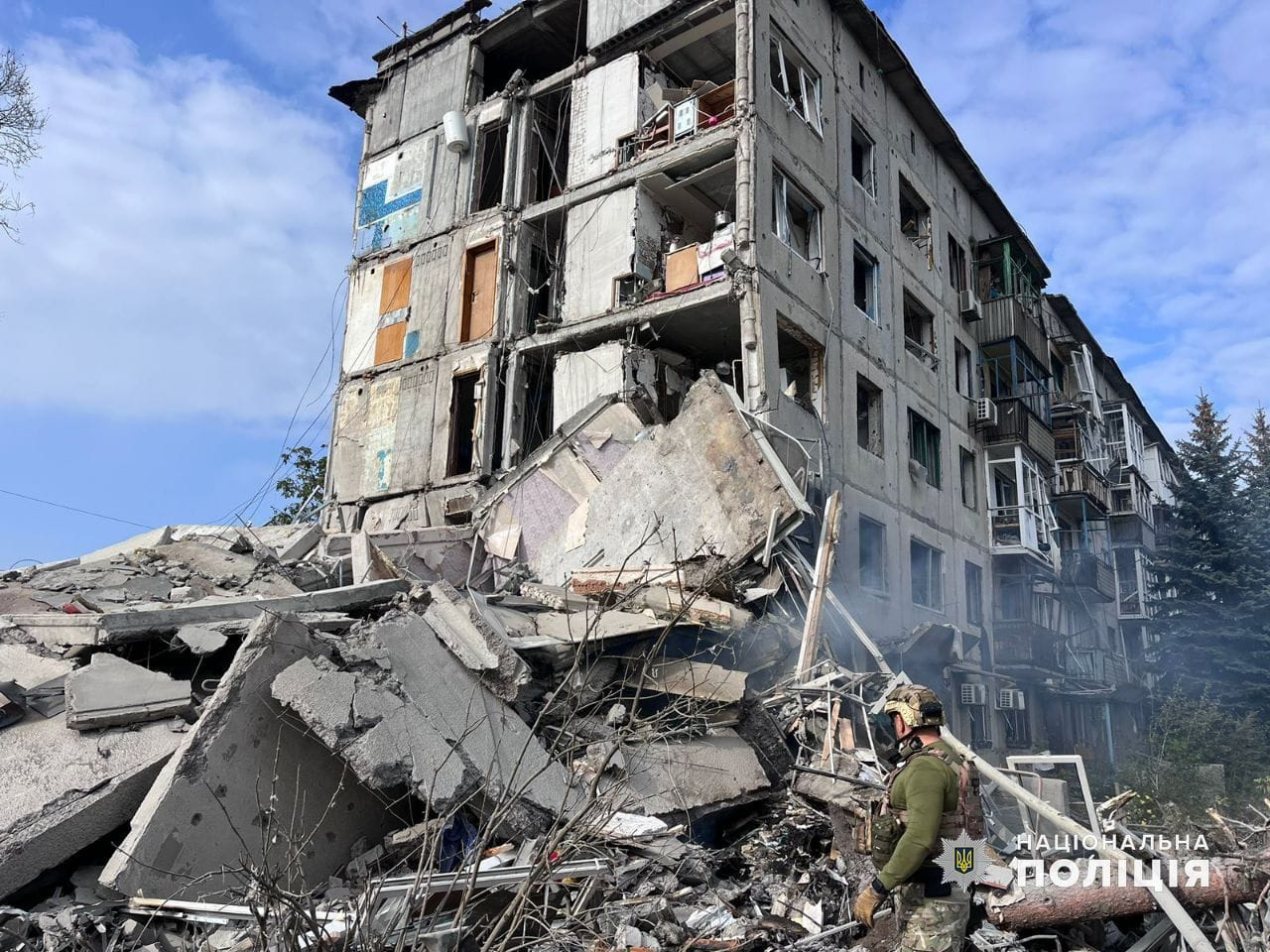
Un immeuble résidentiel dans la ville d'Avdiïvka après des frappes aériennes russes.

### 15 octobre
Une attaque contre une installation énergétique à Krasnaïa Yarouga (ru), dans l'oblast de Belgorod, provoque des pannes d'électricité dans la région.
La Russie affirme avoir abattu 27 drones au-dessus des oblasts de Koursk et de Belgorod,.

### 16 octobre
L'ISW estime que les forces russes ont avancé de trois kilomètres au sud d'Avdiïvka, oblast de Donetsk,.
Le général Oleksandr Tarnavsky, commandant du Groupe opérationnel Tauride, affirme que les forces ukrainiennes ont détruit trois avions russes Su-25 dans la région de Donetsk.
Le général Oleksandr Syrskyi indique que la 25e brigade aéroportée a abattu un hélicoptère Mi-8.

### 17 octobre
Les forces spéciales ukrainiennes auraient, à Berdiansk et Louhansk, tué et blessé des dizaines de soldats russes, détruit neuf hélicoptères, des équipements spéciaux stationnés dans les bases aériennes, un lanceur de défense aérienne et un lieu de stockage de munitions. Déclenchement de l'Opération Dragonfly.
Trente et un chars Abrahams ont été livrés à l'Ukraine.

### 18 octobre
Vladimir Poutine annonce que les forces aérospatiales russes vont patrouiller de manière permanente l'espace aérien au-dessus de la mer Noire avec des MiG-31 armés de missiles Kinjal.

### 19 octobre
Dans le secteur de Kherson, des soldats ukrainiens stationnés près de Prydniprovske (uk) ont entamé la traversée du fleuve tôt dans la matinée, avançant au nord de Pichtchanivka et dans Poïma (uk), à environ quatre kilomètres du rivage, provoquant des frappes aériennes russes sur la zone,.
| Pertes au 19 octobre 2023 | Pertes au 19 octobre 2023                              | Pertes au 19 octobre 2023 |
| Russie et alliés (12 656) | Équipements                                            | Ukraine et alliés (4 604) |
| ------------------------- | ------------------------------------------------------ | ------------------------- |
| 2 404                     | Chars                                                  | 668                       |
| 1 004                     | Véhicules blindés de combat                            | 331                       |
| 2 887                     | Véhicules de combat d'infanterie                       | 781                       |
| 366                       | Véhicules blindés de transport de troupes              | 356                       |
| 48                        | Véhicules blindés de haute protection contre les mines | 169                       |
| 214                       | Véhicules de transport de troupes                      | 383                       |
| 253                       | Postes de commandement et postes de communication      | 17                        |
| 353                       | Véhicules et équipements du génie                      | 90                        |
| 42                        | Systèmes de missiles antichars automoteurs             | 21                        |
| 109                       | Véhicules et équipements de soutien d'artillerie       | 23                        |
| 325                       | Artillerie tractée                                     | 163                       |
| 569                       | Artillerie automotrice                                 | 232                       |
| 294                       | Lance-roquettes multiples                              | 50                        |
| 19                        | Canons antiaériens                                     | 4                         |
| 25                        | Canons antiaériens automoteurs                         | 7                         |
| 172                       | Systèmes de missiles sol-air                           | 129                       |
| 46                        | Radars et équipements de communication                 | 80                        |
| 57                        | Moyens de brouillage radar                             | 4                         |
| 93                        | Aéronefs                                               | 77                        |
| 115                       | Hélicoptères                                           | 36                        |
| 14                        | Drones de combat                                       | 25                        |
| 299                       | Drones de reconnaissance                               | 183                       |
| 6                         | Trains logistiques                                     | -                         |
| 2 929                     | Camions, autres véhicules dont tout-terrain            | 757                       |
| 16                        | Navires de guerre                                      | 27,                       |

### 20 octobre
Selon Moscou, les 36e et 38e brigades d'infanterie de marine ukrainiennes « ont tenté à plusieurs reprises de s'emparer de têtes de pont sur des îles et la rive gauche du Dnipro (…) mais sans succès ».
The Study of War (ISW) publie des images géolocalisées indiquant que les forces ukrainiennes ont avancé jusqu'au village de Krynky  situé à 35 kilomètres à l’est de Kherson et à deux kilomètres au sud-est du Dnipro.
L'état-major de l’armée ukrainienne affirme : « l'ennemi a renouvelé ses attaques et n'abandonne pas ses tentatives d'encercler Avdiïvka, oblast de Donetsk, et que l'armée russe a perdu environ 900 hommes et 150 blindés en 24 heures »,.
En manque de bras pour l'armée, environ 250 personnes ont été emmenées après un raid de la police russe à Kotelniki, dans le raïon de Lioubertsy, située à une heure du centre de Moscou, à la sortie de la prière musulmane.

### 21 octobre
Samedi soir l'un des plus grands centres de tri postal ukrainien situé à Korotych près de Kharkiv, est frappé par une attaque de missiles S-300 qui a fait au moins six morts et dix sept blessés,.
Selon un porte-parole ukrainien, les russes creusent des tunnels près des positions ukrainiennes à Avdiïvka.
Une puissante explosion a retenti dans Berdiansk, occupée par l'armée russe dans l'oblast de Zaporijjia. Le renseignement militaire ukrainien (HUR) indique  que ce sont quatre agents du Service fédéral de sécurité russe (FSB) qui étaient à l'intérieur d'une voiture qui a explosé à Berdiansk.

### 22 octobre
Des explosions sont signalées à Sébastopol, en Crimée, et une colonne de fumée s'élève au-dessus de la baie des cosaques,,,
Selon le ministère de la Défense britannique « il est probable que la Russie ait subi entre 150 000 et 190 000 pertes permanentes [tués ou blessés à vie] depuis le début de la guerre en Ukraine et si l'on ajoute les blessés temporaires [ceux qui sont guéris et doivent retourner sur le champ de bataille], ce nombre s’élève à 240 000-290 000 ».
Selon l'Institute for the Study of War, les forces russes ont obtenu « des gains marginaux » au nord-ouest d'Avdiivka après avoir perdu 50 chars, 100 véhicules blindés et 900 hommes.

### 23 octobre
D'intenses attaques russes sur la ville d'Avdiïvka qui essuient de nombreuses pertes.
La Russie a intercepté des drones navals en mer Noire et l'Ukraine quatorze drones et un missile de croisière se dirigeant sur Odessa.

### 24 octobre
Le média russe indépendant iStories affirme que le bataillon Borz, qui appartient à la société militaire privée russe Redut, elle-même contrôlée par le ministère de la Défense russe, lance une campagne de recrutement à destination des femmes pour des opérations sur le front ukrainien.
L'état-major ukrainien indique que « l'armée continue de mener des opérations offensives en direction de Melitopol, oblast de Zaporijjia, et a obtenu un succès partiel au sud de Robotyne »
Le ministère de la Défense russe, indique que « trois vedettes sans équipage de l'armée ukrainienne ont été détectées et détruites dans la partie nord de la mer Noire »
L'Institute for the Study of War confirme l'avancée des forces russes au nord-est d'Avdiïvka et au sud-ouest de Krasnohorivka, oblast de Donetsk.

### 25 octobre
L'état-major ukrainien, indique que « l'armée russe attaque dans les directions d'Avdiïvka, de Bakhmout, Koupiansk, Louhansk, Marïnka et Zaporijjia et qu'un total, quatre-vingts affrontements militaires ont eu lieu sur le front au cours de ces dernières vingt-quatre heures ».
« Environ 385 000 personnes se sont enrôlées dans l’armée russe en 2023 » annonce Dmitri Medvedev
Les services du renseignement ukrainien annoncent avoir détruit un entrepôt appartenant à la 110e brigade distincte de fusiliers motorisés du 1er corps d'armée, situé à Donetsk.

### 26 octobre
Selon l'Institute for the Study of War si l'armée russe a progressé au nord-ouest de Krasnohorivka, à 5 kilomètres au nord-ouest d'Avdiïvka, les forces ukrainiennes ont progressé à l'ouest de Robotyne
Le porte-parole du conseil de sécurité nationale de la Maison Blanche, John Kirby affirme « disposer d'informations selon lesquelles l'armée russe exécute des soldats qui refusent de suivre les ordres et selon lesquelles les commandants russes menacent d'exécuter des unités entières si elles cherchent à reculer devant l'artillerie ukrainienne ».

### 27 octobre
L'ancien député ukrainien et responsable prorusse Oleg Tsarev est en soins intensifs après avoir été blessé par balles.
La présidence ukrainienne affirme que « les russes ont perdu au moins l'équivalent d'une brigade qui compte généralement de 4 000 à 5 000 hommes lors des dernières tentatives d'encerclement d'Avdiïvka. »,.

### 28 octobre
L'armée russe se concentre sur des attaques dans les directions de Koupiansk, Bakhmout, Avdiïvka, Marïnka, Chakhtarsk et Zaporijjia, où environ 70 attaques ont été repoussées. Lors d’une conversation avec le secrétaire américain à la Défense, Lloyd Austin, le ministre ukrainien de la Défense, Roustem Oumierov, a affirmé que les russes avaient perdu environ 4 000 militaires lors de l'offensive sur Avdiïvka dans la région de Donetsk.
La Russie affirme avoir détruit 36 drones au-dessus de la mer Noire et de la Crimée  ou des explosions ont été entendues près de Tchornomorske, péninsule de Tarkhankout, au nord-ouest de la Crimée, et de Saky (Crimée),.

### 29 octobre
Un avion de chasse russe Su-25 aurait été abattu par le Service national des gardes-frontières ukrainiens près d'Avdiïvka

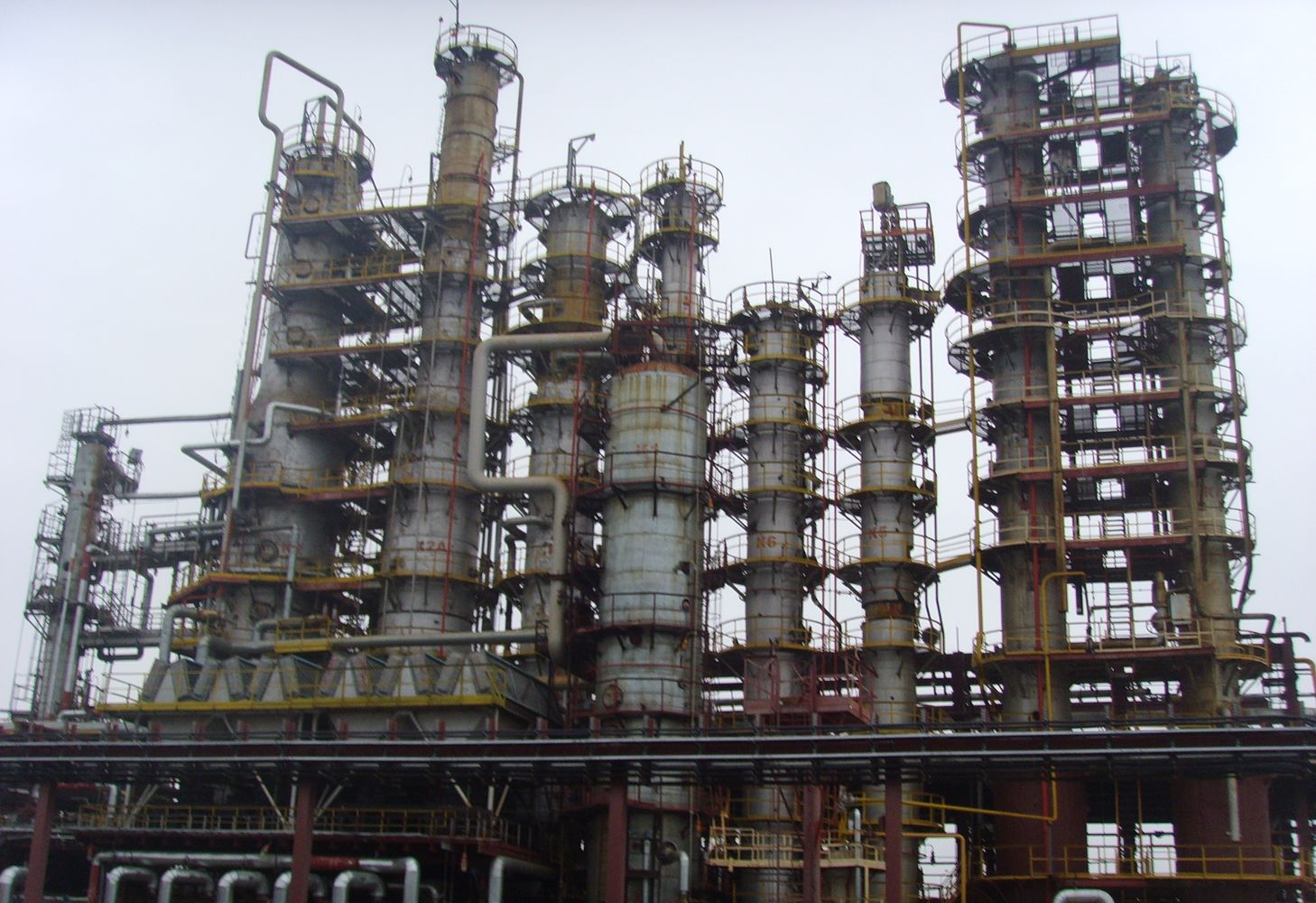
Raffinerie d'Afipsky.

Le Service de sécurité ukrainien (SBU) revendique l'incendie qui s'est déclaré à la raffinerie de pétrole d'Afipski, dans la région russe de Krasnodar,.
L'Institut pour l'étude de la guerre (ISW) rapporte que le général de corps d'armée Oleg Makarevitch est remplacé à la tête des forces russes à Kherson par le général de corps d'armée Mikhaïl Teplinski.

### 30 octobre
Deux missiles missiles ATACMS ont explosé sur une position russe à la périphérie d'Olenivka, au cap Tarkhankout, Crimée, et trois drones navals ont été détruits par le patrouilleur P-426 Kolesnikov et par le bateau Raptor  en essayant de pénétrer dans la baie de Chersonèse, à l'extrême ouest de la Crimée.

### 31 octobre
La raffinerie de pétrole de Krementchouk, située dans l'oblast de Poltava, Ukraine, est frappée par des drones et a pris feu.
Un incendie de grande ampleur s'est déclaré dans un dépôt pétrolier situé dans le  district de Budyonovsky (uk), à Donetsk.

### Novembre 2023
Pour les événements suivants, voir Chronologie de l'invasion de l'Ukraine par la Russie (novembre 2023).